# Gregorio Lazzarini
Gregorio Lazzarini (ur. 1657 w Wenecji, zm. w 1730 w Villabonie) - malarz włoski.
Znany przede wszystkim z dzieł o tematyce religijnej i mitologicznej. W 1697 przystąpił do weneckiej gildii malarskiej.